# Phobaeticus serratipes
Phobaeticus serratipes (лат.) — вид насекомых из семейства палочниковых (Phasmatidae).
Одно из самых крупных насекомых в мире — самки могут достигать 33 см в длину (55,5 см с вытянутыми конечностями).
Эндемики Малайзии и Сингапура.